# 338

## Hlavy států
- Papež – Julius I. (337–352)
- Římská říše – Constantius II. (337–361) + Constans (337–350) + Constantinus II. (337–340)
- Perská říše – Šápúr II. (309–379)
- Kušánská říše – Kipunada (335–350)